# Pascual Fandos
Pascual Fandos Fandos (Villarroya de los Pinares, 1840 - Valencia, 1892) fue un comerciante y político español. De joven emigró a la ciudad de Valencia y trabajó en un establecimiento de tejedores al tiempo que militaba en el Partido Progresista dirigido en Valencia por Josep Peris i Valero, Domingo Capafons Piquer y Marià Batllés i Torres Amat. Fue concejal del ayuntamiento de Valencia, participó activamente en la revolución de 1868 y formó parte de la Junta Revolucionaria.
Después de la revolución se integró en el nuevo Partido Demócrata-Radical, con el que fue elegido diputado en el Congreso por el distrito electoral de Chiva en las elecciones generales de 1871 y de agosto de 1872. Posteriormente se mantuvo cercano al grupo de Cristino Martos Balbi y en 1874 fue elegido miembro de la Diputación de Valencia, reelegido en 1886.